# Pennywise
Pennywise — панк-рок группа из Хермоса-Бич, Калифорния, образованная в 1988 году. Название взято у монстра Оно, из одноимённого романа Стивена Кинга.
Между их дебютным альбомом (Pennywise) 1991 года и альбомом 2005 года the Fuse, Pennywise выпускали альбом каждые два года на Epitaph Records, лейбле, принадлежащем гитаристу Bad Religion — Бретту Гуревичу. Хотя два первых альбома были хорошо оценены критиками, Pennywise не получила успеха до выпуска третьего студийного альбома About Time в 1995 году, который оказался на 96 месте в Billboard 200, и на 55 в Австралийском ARIA Charts. Основной успех группы заключался в растущем интересе к панк-року в 1990-х годах наряду с Калифорнийскими группами NOFX, Rancid, Blink-182, Bad Religion, Green Day, The Offspring и Sublime. К 2007 году группа продала более 3 миллионов записей по всему миру, что делает её одной из наиболее успешных панк групп за все время.
Группа Pennywise на 2014 год состояла из Джима Линдберга (вокал), Флетчера Дрегги (гитара), Ренди Бредбери (бас) и Байрона МакМакина (барабаны). Они сохраняли первоначальный состав, пока басист Джейсон Тёрск, имевший проблемы с алкоголем, не умер от нанесённого самому себе огнестрельного ранения в 1996 году, после чего Брэдбери присоединился к группе в качестве его замены. В августе 2009 года Линдберг решил покинуть группу; он был заменён в феврале 2010 года вокалистом группы Ignite — Золи Теглашем. Вместе с Золи группа записала свой девятый студийный альбом All or Nothing, который был выпущен 1 мая 2012 года. Линдберг вернулся в том же году, когда Теглаш отошёл от дел группы из-за травмы спины.

## История группы

### Ранние годы (1988—1992)
Pennywise была сформирована в 1988 году в городе Хермоса-Бич, Округ Лос-Анджелес, Калифорния, вокалистом Джимом Линдбергом, гитаристом Флетчером Дрегги, барабанщиком Байроном МакМакином и басистом Джейсоном Тёрском. Они выпустили два EP A Word from the Wise и Wildcard (оба в 1989). Каждый участник играл в других группах области Хермоса и учился в средней школе Mira Costa, кроме МакМакина, который учился в средней школе Redondo Union.
Группа подписала контракт с Epitaph Records в 1990 году и выпустила свой первый альбом Pennywise (1991). Альбом быстро распространился среди любителей панк музыки и получил широкое признание. Лирика текстов в альбоме несёт позитивный психологический настрой, помогая продвигать идеи Поколения X. Линдберг покинул группу вскоре после записи дебютного альбома. К группе присоединился басист Ренди Бредбери и Тёрск занял место главного вокалиста. В 1992 году главный вокалист The Vandals Дэйв Квакенбуш взял на себя роль вокалиста в Pennywise на краткий срок. Бредбери ушёл из группы и Тёрск вновь занял место басиста.

### Рост популярности и смерть Тёрска (1993—1996)
Линдберг женился и вернулся в состав группы в 1992 году, во время работы над альбомом Unknown Road, выпущенном в августе 1993 года и укрепившим коллектив в сфере панк-музыки, будучи андеграундным хитом. Этот альбом не попал в Billboard 200 но дал место в национальном и мировом турах с такими группами, как The Offspring (которые были так же малоизвестны в то время). Альбом содержал 13 треков и один скрытый трек «Slowdown».
About Time, третий студийный альбом Pennywise, выпущен 13 июня 1995 года. Это был их первый альбом который попал в Billboard 200, заняв 96 место. Также он попал на 55 место в Australian ARIA Album Charts. Также был записан сингл «Same Old Story». Это был последний альбом, в записи которого участвовал Джейсон Тёрск.
В 1996 году Pennywise начинают запись четвёртого альбома. Тёрск покидает группу в попытке завязать с алкоголем. Первое время всё идет хорошо, но он вновь срывается и умирает от огнестрельного ранения в грудь, нанесённого самому себе 29 июля 1996 года.

### Смена басиста и продолжение роста популярности (1996—2002)
После смерти Тёрска в группу вернулся Бредбери в качестве басиста и они записали свой следующий альбом, Full Circle (1997). Несмотря на потерю друга группы и басиста, альбом вышел через несколько месяцев после смерти Тёрска и был посвящён ему. Как дань Тёрску группа перезаписала песню «Bro Hymn» из первого альбома и она была переименована в «Bro Hymn (tribute)». Обложка альбома Full Circle напоминает обложку их первого альбома.
Следующий альбом группы, Straight Ahead, был выпущен в 1999 году. Альбом получил 62 место в Billboard 200 и 8 — в Australian ARIA Album Charts. Лишь сингл «Alien» занял 36 место в Hot Modern Rock Tracks. 18 трек альбома был выпущен только в Австралии, это был кавер на песню «Down Under» группы «Men at Work».
Концертный альбом Live @ the Key Club был выпущен в 2000 году. Он содержал песни из всех предыдущих альбомов. Land of the Free? был выпущен в 2001 году и занял 67 место в Billboard 200 и 21 — в австралийском ARIA Albums Charts. Песня «Who’s On Your Side» была записана в соавторстве с Бреттом Гуревичем (также известным как Мистер Бретт), гитаристом Bad Religion.

### From the AshesиThe Fuse(2003—2006)
Альбом From the Ashes был выпущен 9 сентября 2003 (в США) года и занял 54 место в Billboard 200, 4 место в чарте Top Independent Albums и 13 — в австралийском ARIA Album Charts, став наиболее успешным в карьере Pennywise. Он содержал 14 треков и ни одного сингла, хотя песня «Yesterdays» стала регулярно играть на некоторых радиостанциях.
Единственное видео «Home Movies» Pennywise было выпущено в 1995 году и вышло из-под печати в 1997 году. «Home Movies» был переиздан на DVD лишь в 2004 году. Больше кадров Pennywise можно найти в фильме Стива Мартина 45 Revolutions: a Slice of XVI St. Life. Улица XVI на Hermosa Beach — это место, где тусовались Джейсон и Флетчер.
Восьмой альбом группы, The Fuse, был выпущен 27 июня в Европе и 9 августа в Северной Америке в 2005 году. Альбом состоял из 15 треков и занял 36 место в австралийском ARIA Album Charts. Австралийский тур был отменён что породило некоторые слухи, которые Линдберг опроверг. В том же году вышло цифровое переиздание первых четырёх альбомов.
К 2006 году Pennywise записывает кавер-версию на песню «My Life» группы Sick of It All для трибьют-альбома «Our Impact Will Be Felt» в их честь.

### Reason to Believeи уход Линдберга (2007—2009)
Группа вернулась на студию в 2007 году чтобы приступить к работе над девятым альбомом, Reason to Believe, который был выпущен 25 марта 2008 года. Альбом не занял высоких мест в Billboard 200, но это по большей степени из-за того, что альбом был выложен для бесплатной загрузки на MySpace, откуда было загружено более 400,000 копий, что делает его одним из наиболее успешных альбомов Pennywise. Он был выбран на 98 место в Billboard 200, и 46 место — в австралийском ARIA Album Charts. Reason to Believe содержал 3 сингла: «The Western World», «Die For You» и «One Reason».
В августе 2009 года Джим Линдберг объявил о своем уходе из группы. Линдберг сказал следующее:

Спустя 20 лет, 9 альбомов и тысяч концертов по всему миру моё время в Pennywise подошло к концу. Будучи вокалистом этой группы я получил удивительный опыт и на этом пути мы получили лучших фанатов, о которых можно просить. Хочу выразить глубокую благодарность всем вам за то, что оставались с нами, особенно после потери Джейсона. Это ваша поддержка и одобрение помогли мне продолжать дело так долго. Есть некоторые вещи, которые заставили меня больше гордиться тем, что люди на наших концертах поют наши песни. Я также искренне хотел бы поблагодарить всех, кто помог нам по пути, используя все возможности, мы никогда не могли бы сделать это без вас, и я желаю всем в семье Pennywise удачи и дальнейших успехов. С уважением, ДжимОригинальный текст (англ.)After 20 years, nine albums and thousands of shows around the world, my time in Pennywise has come to an end. Being the singer for this band has been an amazing experience, and along the way we made some of the best fans anyone could ask for. I want to express my deepest thanks to all of you for sticking with us over the years, especially through the passing of Jason years ago. It's your support and encouragement that kept me going this long. There are few things that made me more proud than seeing people at our shows singing our songs. I would also sincerely like to thank everyone who helped us along the way, in every capacity, we never could have done it without you, and I wish everyone in the Pennywise family the best of luck and continued success. Yours truly, Jim.

Когда Джим покинул группу, Pennywise начали писать материал для десятого альбома.

### Золи Теглаш иAll or Nothing(2009—2012)

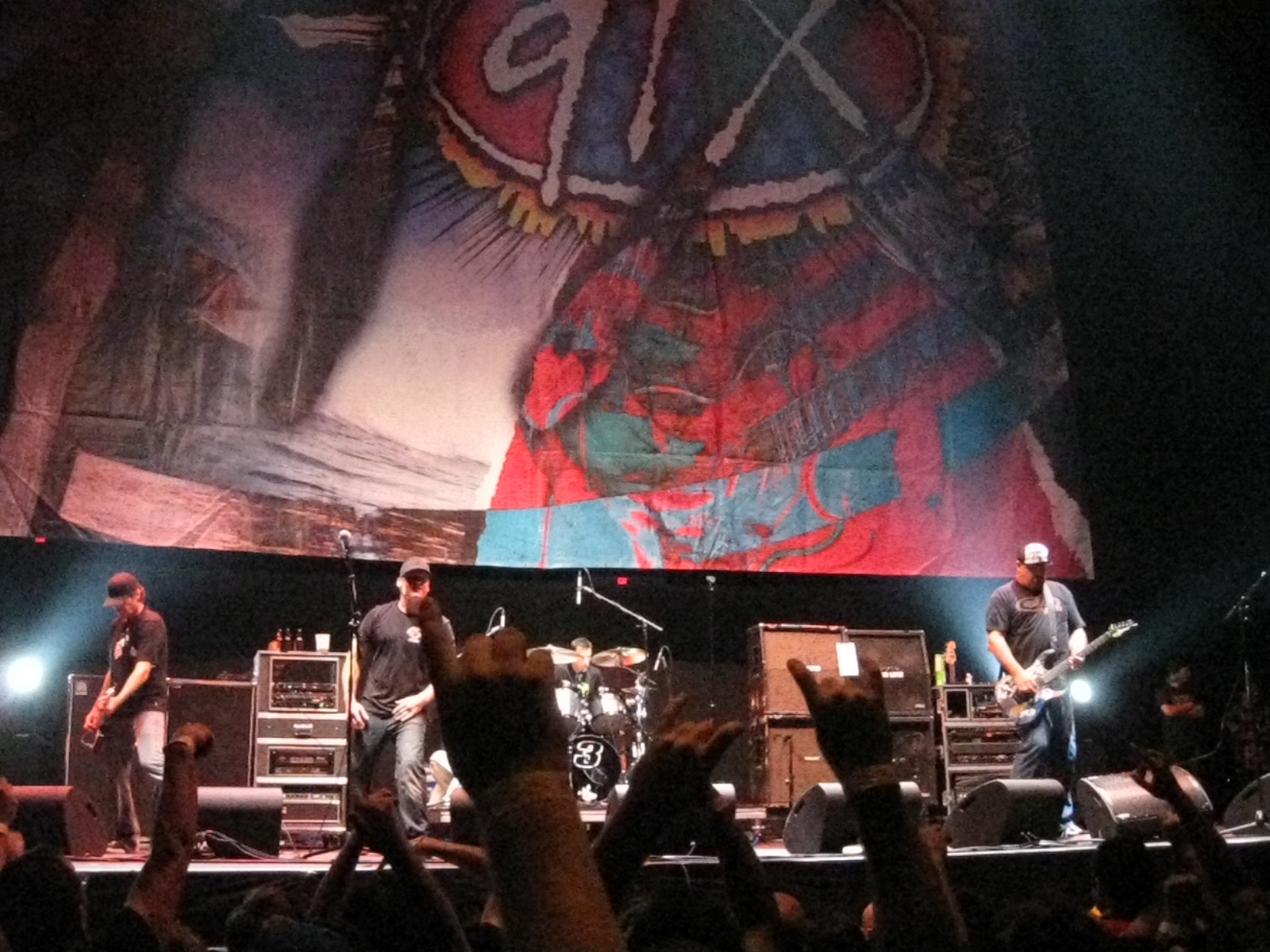
Pennywise с Золи Теглашем, заменой Линдберга, в 2011 году (второй слева)

Золи Теглаш, фронтмен хардкор-панк группы Ignite, ранее заменял вокалиста на фестивале Smokeout в 2009 году, пока Линдберг экранизировал документальный фильм The Other F Word, основанный на его книге Punk Rock Dad: No Rules, Just Real Life.
16 февраля 2010 года было объявлено, что Золи Теглаш станет постоянной заменой Джима. В интервью Золи говорил о его выступлении с Pennywise и планах для нового альбома. Ignite продолжали играть с Золи. Однако релиз нового альбома задерживался, отчасти из-за дел с Warped Tour 2010. Флетчер Дрегги в июле 2010 года сказал что выпуск нового альбома намечен на начало 2011 года. Дата релиза нового альбома вновь была отложена. 19 октября 2011 года Pennywise объявили в своем Твиттере о начале работы над новым альбомом. 7 марта 2012 года группа выпустила песню «All or Nothing» из одноимённого альбома на сайте KROQ.
Pennywise сделали шестидневный тур в Южной Америке в декабре 2010 года. После этого они гастролировали по Европе в январе и феврале 2011 года, выступили на Австралийском фестивале Soundwave в феврале и марте, и три дня в Японии.

### Возвращение Линдберга иYesterdays(2012 — н.в.)
Теглаш повредил спину во время концерта в Германии в июне 2012 года и ему потребовалась срочная операция. Pennywise были вынуждены отменить все активные туры на время, пока вокалист не поправится. Теглаш решил покинуть группу и связался с Линдбергом, попросив его вернуться в коллектив. В октябре Дрегги и Линдберг объявили на KROQ-FM о возвращении Джима, и решили отметить концертом в Hollywood Palladium в 2013 году 25-летие группы. Линдберг вернулся во время фестивального тура по Южной Америке, который начался 4 ноября в Сан-Паулу, Бразилия.
В 2013 году Pennywise начали работу над новым студийным альбомом Yesterdays, который был выпущен 15 июля 2014 года и является первым альбомом группы с участием Линдберга после альбома Reason to Believe 2008 года. Альбом стал компиляцией неизданных ранее песен, написанных с оригинальным басистом группы, Джейсоном Тёрском, и включает перезаписи песен «No Way Out» и «Slowdown». В поддержку Yesterdays, Pennywise выступают на Summer Nationals 2014 с июля по сентябрь, при поддержке Bad Religion, The Offspring, The Vandals, Stiff Little Fingers и Naked Raygun.
В 2016 году Pennywise начали работу над своим двенадцатым студийным альбомом. В интервью в июне 2016 года Линдберг сделал заявление:

Это был сложный период. Я настаивал на том, что нам нужно вернуться в студию и заняться делом, а потом уже всем вернуться к своим семьям и все такое. Просто это очень отвлекает, но я знаю что у всех есть что записать. У меня были идеи для песен и я знаю что Флетчер играл кое-что в другой день, что звучало действительно круто, но нам нужно было просто пойти в студию и делать это, нужно было желание играть от всех участников, и потому я делал так много для Wraths, ибо, если Pennywise не собирается практиковаться и записываться, я не стану сидеть просто так. Я готов и хочу попасть в студию, и то же говорил каждый участник, но они даже не шевелились в этом плане, и я просто сказал «Ладно, что ж, дайте мне знать когда будете готовы.» Я не люблю звучать жалко, но если кто-то был в группе столько, сколько был я, он поймет что поход в студию не должен быть таким тяжелым, но иногда так бывает.Оригинальный текст (англ.)It's been a point of contention. I really, really have been pressing that we really gotta get into the studio and it's kind of been doing chores and then people have to get back to their families and things like that. It just kind of keeps getting put off, but I know everyone has a batch of songs. I've got ideas for songs and I know Fletcher was playing some stuff the other day that sounded cool, but we just have to get in there and do it, that desire to play has to be there from everyone involved, and that's why I'm doing so much Wraths stuff because if Pennywise isn't gonna practice and get in the studio and write songs, then I'm not gonna sit around twiddling my thumbs. I'm ready and willing to get into the studio and that's what everyone says, but they don't seem to be doing it, so I just said, "Okay, well, you let me know when you're ready." I hate to sound pathetic, but if anybody's been in a band as long as I have been, then they'd understand that the politics of getting into the studio shouldn't be that difficult, but sometimes they are.

В октябре 2017 года Линдберг подтвердил что Pennywise закончили работу над новым альбомом.

## Стиль и влияние
Стиль Pennywise по большей части идет от панк-рока, но также содержит элементы других жанров, среди которых особенно заметен сёрф-рок, а также имеет элементы альтернативного рока, метал/кроссовер-трэша и гранжа 1990-х годов. Их песни и лирика, как правило, сосредоточены на политической и моральной темах; это можно услышать в песнях «Land of the Free?» и «The Western World». Их лирика также охватывает многие иные темы, например деградацию США и общества в целом в таких песнях как «Society», «Victim of Reality», «Fuck Authority», «Anyone Listening» и «God Save the USA».

## Дискография
Основная статья: Дискография Pennywise
- Pennywise (1991)
- Unknown Road (1993)
- About Time (1995)
- Full Circle (1997)
- Straight Ahead (1999)
- Land of the Free? (2001)
- From the Ashes (2003)
- The Fuse (2005)
- Reason to Believe (2008)
- All or Nothing (2012)
- Yesterdays (2014)
- Never Gonna Die (2018)

## Участники группы
Настоящее время
- Джим Линдберг — вокал (1988—1991, 1992—2009, 2012 — н.в.)
- Флетчер Дрегги — гитара, бэк-вокал (1988 — н.в.)
- Ренди Бредбери — бас-гитара, бэк-вокал (1996 — н.в.)
- Байрон МакМакин — барабаны, бэк-вокал (1988 — н.в.)

Бывшие участники
- Джейсон Тёрск — бас-гитара, бэк-вокал (1988—1996)†
- Золтан «Золи» Теглаш — вокал (1992)

Участники туров
- Дэйв Квакенбуш — вокал (1992)